# Kranshoek
Kranshoek is een dorp aan de kust in de gemeente Bitou. Kranshoek behoort hierdoor toe aan het district Eden in de West-Kaap, Zuid-Afrika. Het dorp werd oorspronkelijk gesticht door de Griekwa onder leiding van kapitein Andries le Fleur nadat ze in het begin van de 20ste eeuw  werden verjaagd uit Kokstad, in KwaZoeloe-Natal. 